# 小峰美子
小峰美子（日语：小峰みこ，1991年12月1日—），日本前AV女優。所屬事務所是シエロ（舊 ディクレア）。

## 簡歷
小峰美子出身於東京都，2011年以「桐山凛果」為藝名出道，2012年曾參與《成人廣播獎》的演出環節；跟同一事務所的希咲彩關係良好。2013年，她轉投新事務所「ディクレア（現 シエロ）」便改名為「小峰美子」；2018年
到台灣參加台北國際成人展後，同年底宣布停止拍攝任何成人影片，並再改名為「美子」，主要工作是平面攝影和舉行攝影會。

## 外部連結
- 小峰みこのオフィシャルブログ （页面存档备份，存于）（ 2013年10月28日 - ）
- 小峰美子的X（前Twitter）